# Odontocardus
Odontocardus is een geslacht van kevers uit de familie  
kniptorren (Elateridae).
Het geslacht is voor het eerst wetenschappelijk beschreven in 1931 door Fleutiaux.

## Soorten
Het geslacht omvat de volgende soorten:
- Odontocardus bivittatus (Boheman, 1851)
- Odontocardus harmandi Fleutiaux, 1931
- Odontocardus lateralis Fleutiaux, 1918
- Odontocardus rufus Fleutiaux, 1934
- Odontocardus vitalisi Fleutiaux, 1918
- Odontocardus vitalisi (Fleutiaux, 1918)
- Odontocardus zwaluwenburgi Fleutiaux, 1934